# Pietra (birra)
Pietra ("A biera corsa") è una marca di birra corsa.
Il nome deriva dal paese d'origine del fondatore, Pietraserena, che in italiano indica il materiale lapideo mentre in corso la parola per indicare la pietra è petra.

## Storia

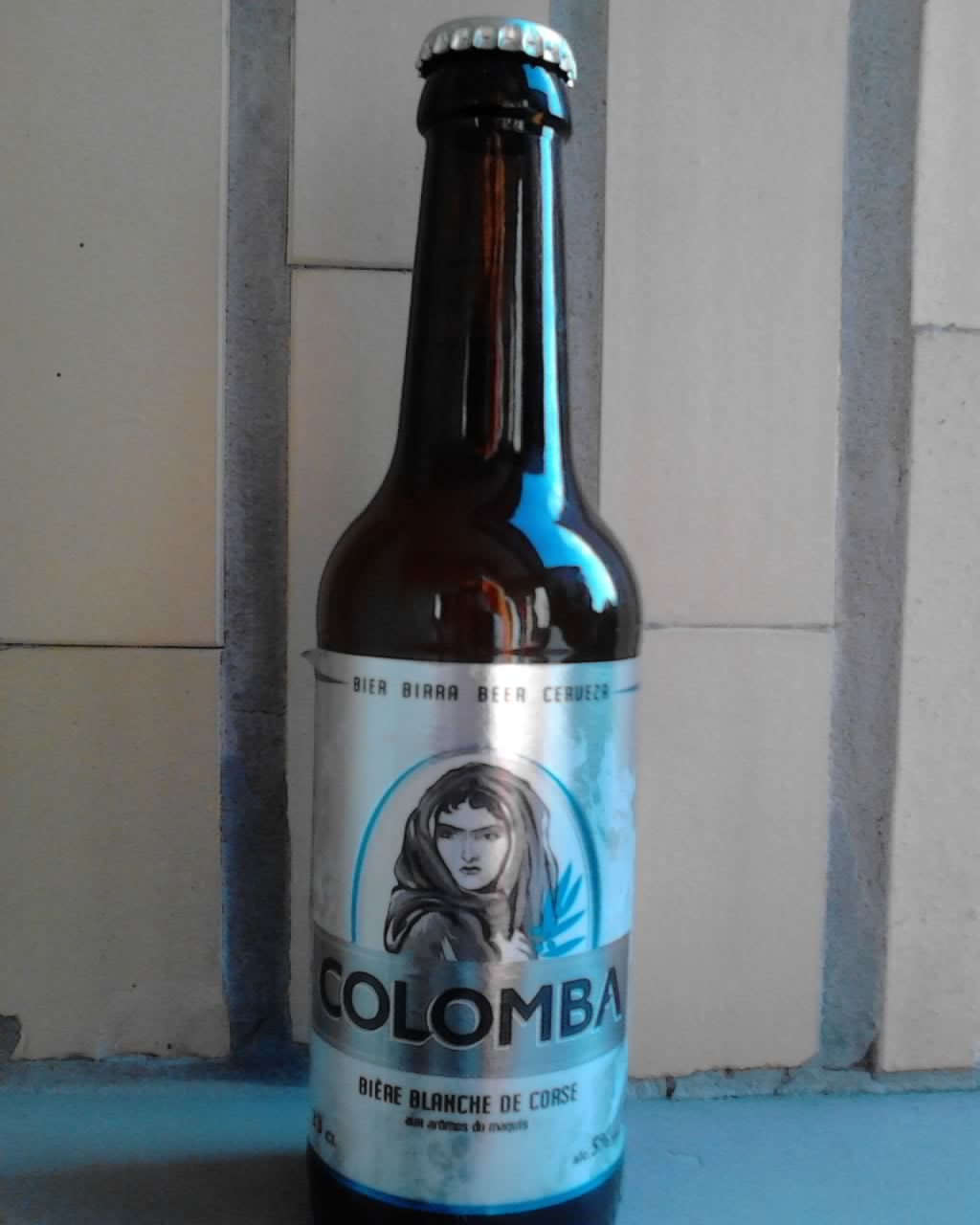
Birra bianca Colomba

Aperta nel 1996 a Furiani, l'omonima fabbrica di birra è nata dalla volontà di sviluppare nell'isola un progetto innovativo ma che potesse ascriversi alla storia ed alle produzioni locali. L'azienda produce anche bevande analcoliche come la Corsica Cola e un distillato di malto in collaborazione con la locale distilleria Mavena.
La birra Pietra è una birra ambrata con 6° gradi d'alcol. È fermentata a partire da un misto di malto e di farina di castagna (utilizzata da sempre in Corsica come cereale); la produzione è iniziata dopo due anni di studi ed esperimenti durante i quali la birreria ha potuto giudicare positivamente le proprietà della farina di castagna in termini di  fermentescibilità, incidenza sulla tenuta della schiuma e colore apportato alla bevanda. La produzione annuale nel 1996 era di circa 2.500 ettolitri, attualmente la capacità produttiva supera i 30.000 ettolitri.

## Altre birre della fabbrica Pietra
- La Serena è una birra bionda con 5° gradi d'alcol, con una schiuma vaporosa ed un retrogusto amaro appena percettibile.
- La Colomba  è una birra bianca aromatizzata alle erbe della macchia (corbezzolo, mirto, cisto, ginepro).